# Delta M

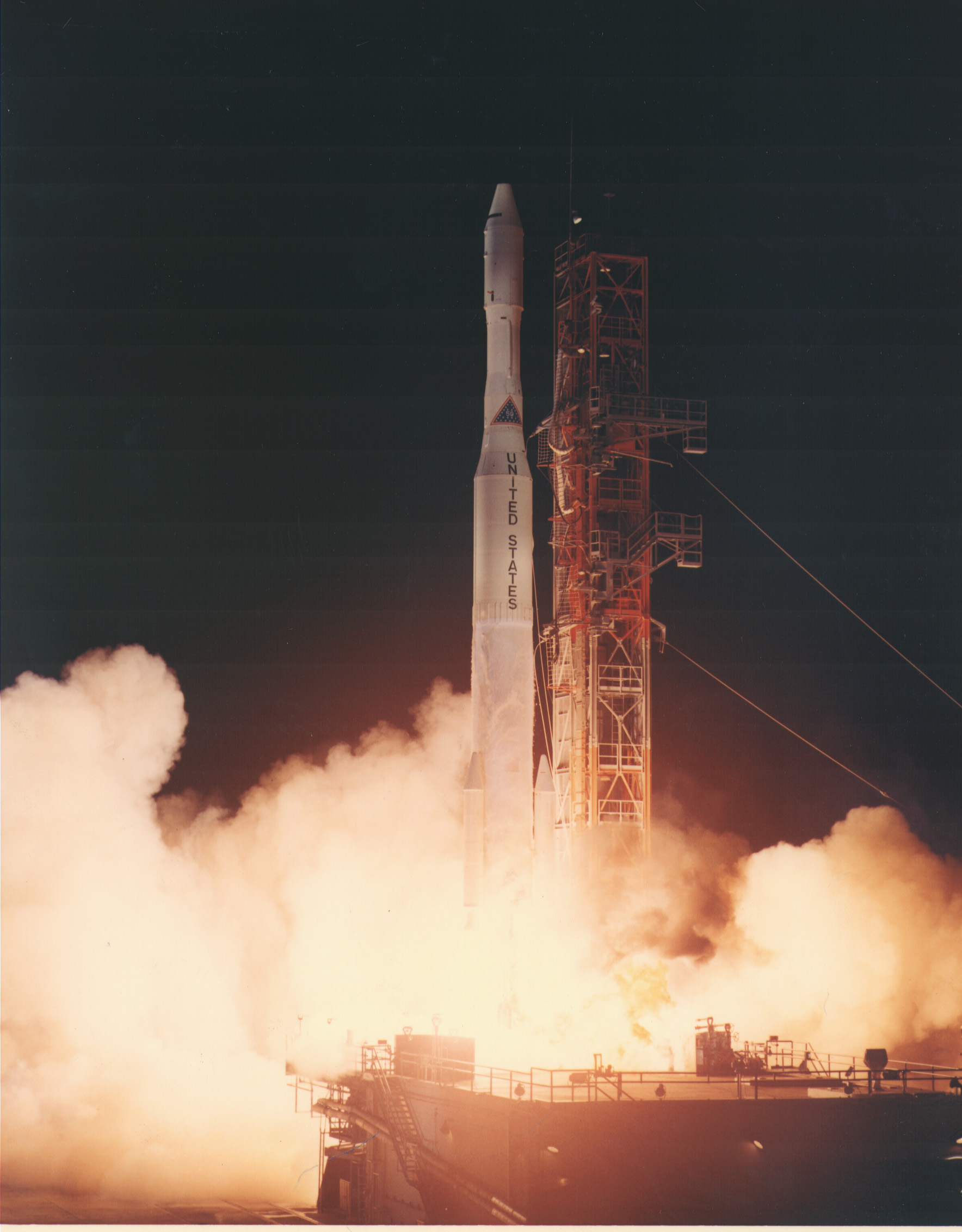
Foguete Delta M

O Delta M foi um foguete estadunidense em serviço entre 1968 e 1971.

## Características
O Delta M foi um foguete leve da família de foguetes Delta que foi usado doze vezes entre 1968 e 1971. Contou com uma variante, o Delta M6, que em vez de três foguetes aceleradores de propelente sólido usava seis. Esta variante foi lançada uma só vez. Do total de 13 lançamentos do Delta M e Delta M6, uma acabou em fracasso e outro só teve sucesso parcial, os outros lançamentos tiveram êxito.

## Histórico de lançamentos
| Voo      | Data                   | Plataforma de lançamento            | Carga            | Resultado     | Notas |
| -------- | ---------------------- | ----------------------------------- | ---------------- | ------------- | --- |
| 529/D-59 | 18 de setembro de 1968 | Plataforma LC-17A do Cabo Canaveral | Intelsat III F-1 | Falha         | Primeira tentativa de lançamento de um Delta M. Devido a um problema em um dos estágios, o foguete foi destruído a partir do controle de terra. |
| 536/D-63 | 18 de dezembro de 1968 | Plataforma LC-17A do Cabo Canaveral | Intelsat III F-3 | Êxito         | |
| 530/D-66 | 5 de fevereiro de 1969 | Plataforma LC-17A do Cabo Canaveral | Intelsat III F-2 | Êxito         | |
| 533/D-68 | 21 de maio de 1969     | Plataforma LC-17A do Cabo Canaveral | Intelsat III F-4 | Êxito         | |
| 547/D-71 | 25 de julho de 1969    | Plataforma LC-17A do Cabo Canaveral | Intelsat III F-5 | Êxito parcial | Uma falha no terceiro estágio deixou o satélite em uma órbita errada e não utilizável.                                                          |
| 554/D-74 | 22 de novembro de 1969 | Plataforma LC-17A do Cabo Canaveral | Skynet 1A        | Êxito         | |
| 557/D-75 | 14 de janeiro de 1970  | Plataforma LC-17A do Cabo Canaveral | Intelsat III F-6 | Êxito         | |
| 558/D-77 | 20 de março de 1970    | Plataforma LC-17A do Cabo Canaveral | NATO 1           | Êxito         | |
| 559/D-78 | 22 de abril de 1970    | Plataforma LC-17A do Cabo Canaveral | Intelsat III F-7 | Êxito         | |
| 563/D-79 | 23 de julho de 1970    | Plataforma LC-17A do Cabo Canaveral | Intelsat III F-8 | Êxito         | |
| 561/D-80 | 19 de agosto de 1970   | Plataforma LC-17A do Cabo Canaveral | Skynet 1B        | Êxito         | |
| 560/D-82 | 2 de fevereiro de 1971 | Plataforma LC-17A do Cabo Canaveral | NATO 2           | Êxito         | Último voo de um Delta M. |
| 562/D-83 | 13 de março de 1971    | Plataforma LC-17A do Cabo Canaveral | Explorer 43      | Êxito         | Primeiro e único voo de um Delta M6. |